# Parigi-Bruxelles 1979
La Parigi-Bruxelles 1979, cinquantanovesima edizione della corsa, si svolse il 19 settembre 1979 su un percorso di 286 km, con partenza da Senlis e arrivo a Sint-Genesius-Rode. Fu vinta dal belga Ludo Peeters della Ijsboerke-Warncke Eis davanti al suo connazionale André Dierickx e all'olandese Martin Havik.

## Ordine d'arrivo (Top 10)
| Pos. | Corridore              | Squadra                    | Tempo    |
| ---- | ---------------------- | -------------------------- | -------- |
| 1    | Ludo Peeters           | Ijsboerke-Warncke Eis      | 6h35'40" |
| 2    | André Dierickx         | Ijsboerke-Warncke Eis      | a 40"    |
| 3    | Martin Havik           | Ti-Raleigh-Mc Gregor       | s.t.     |
| 4    | Cees Priem             | Ti-Raleigh-Mc Gregor       | s.t.     |
| 5    | Eric Van de Wiele      | Ijsboerke-Warncke Eis      | a 49"    |
| 6    | Willy Teirlinck        | KAS                        | a 1'31"  |
| 7    | Jean-Luc Vandenbroucke | Peugeot-Esso-Michelin      | s.t.     |
| 8    | René Martens           | Flandria-Ca va Seul-Sunair | a 1'33"  |
| 9    | Eddy Verstraeten       | Mini-Flat-VDB-Pirelli      | a 1'38"  |
| 10   | Joop Zoetemelk         | Miko-Mercier-Vivagel       | a 1'41"  |